# Енкірх
Енкірх (нім. Enkirch) — громада в Німеччині, розташована в землі Рейнланд-Пфальц. Входить до складу району Бернкастель-Віттліх. Складова частина об'єднання громад Трабен-Трарбах.
Площа — 25,43 км2. Населення становить 1400 ос. (станом на 31 грудня 2020).

## Галерея

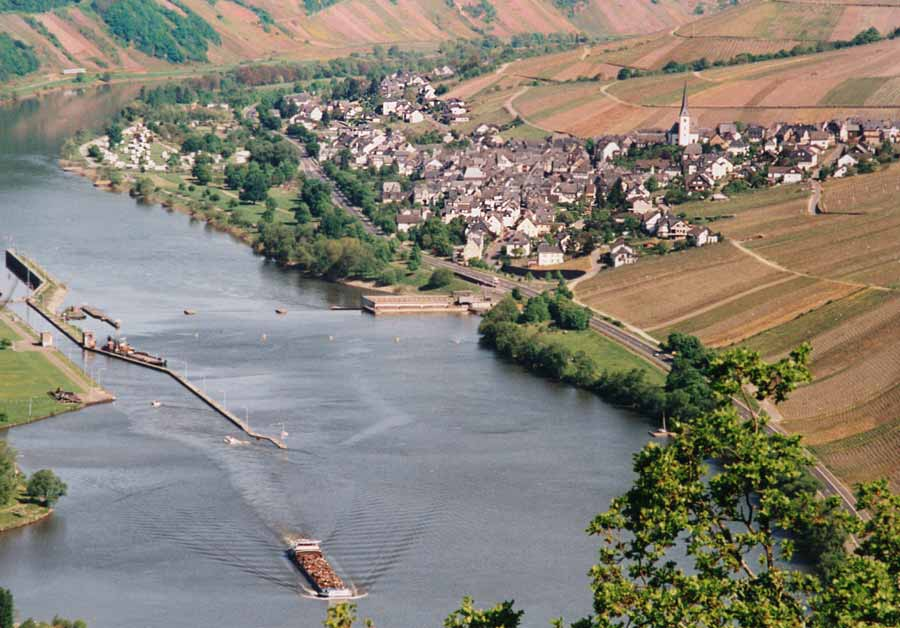
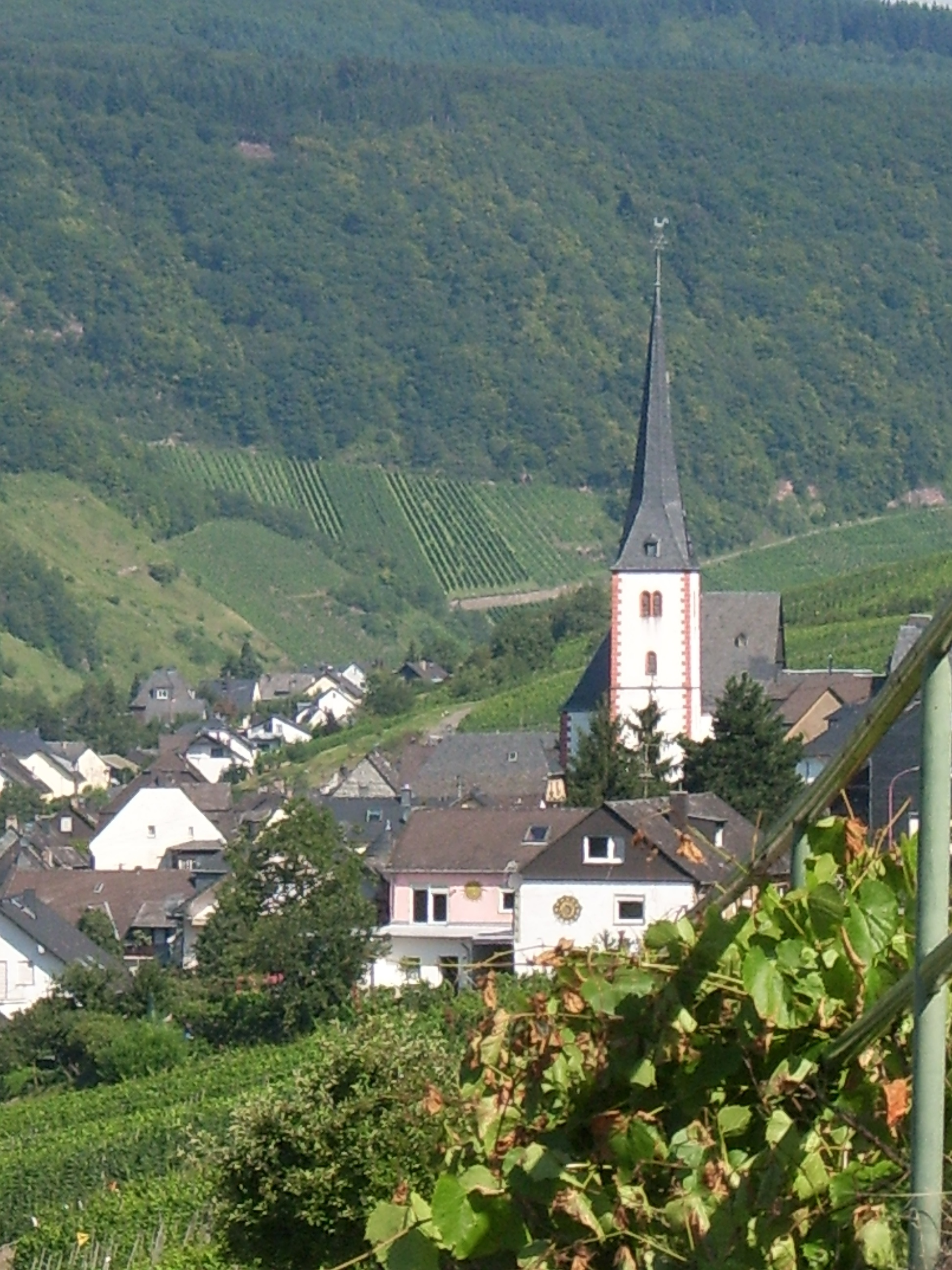
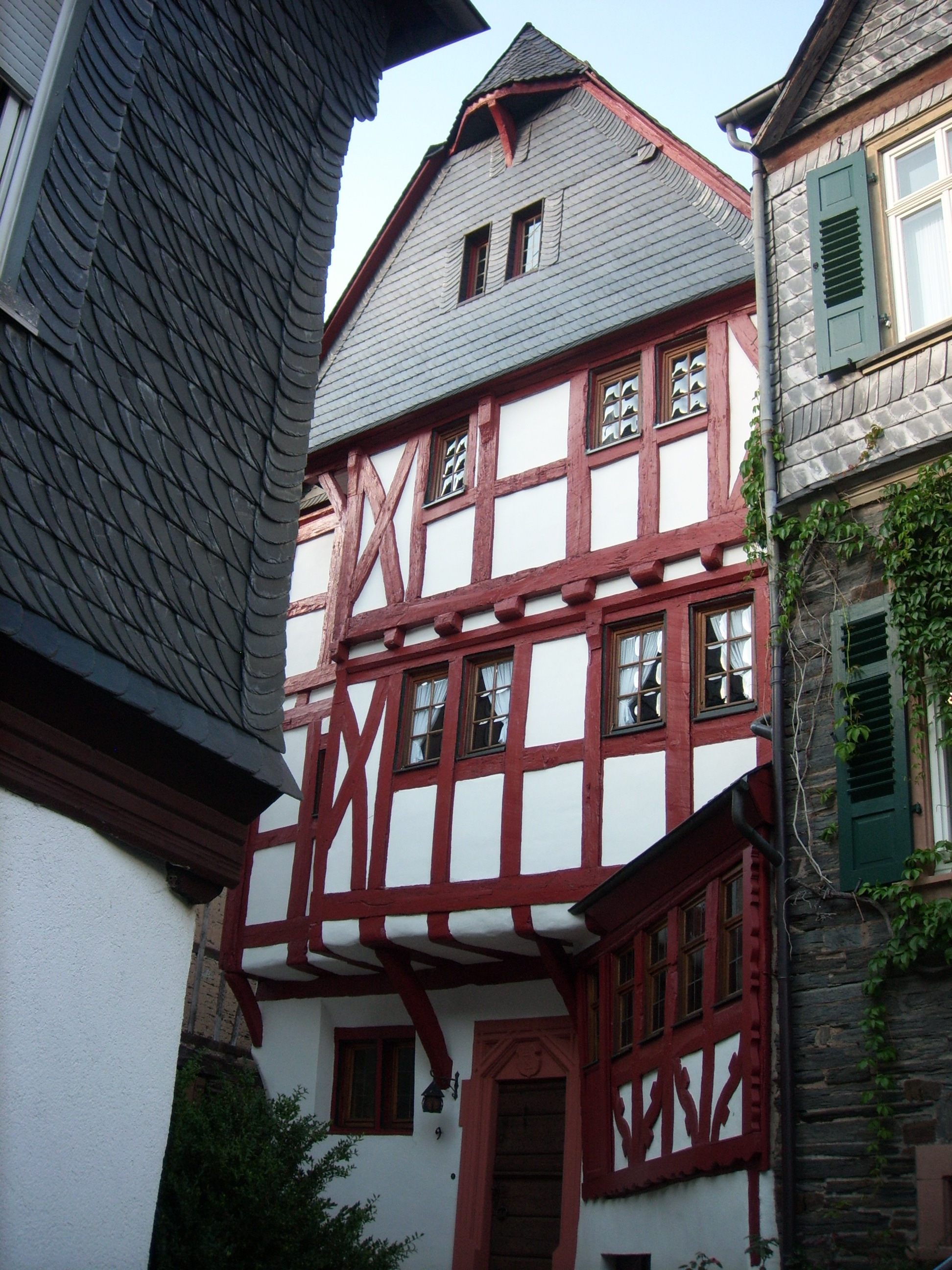